# 191
Glej tudi: število 191
191 (CXCI) je bilo navadno leto, ki se je po julijanskem koledarju začelo na petek.

## Dogodki
- 1. januar